# Marián Masný
Marián Masný   (Rybany i Chynorany, 13 d'agost de 1950) és un exfutbolista eslovac de la dècada de 1970.
Fou 75 cops internacional amb la selecció txecoslovaca amb la qual participà en la Copa del Món de Futbol de 1982.
Pel que fa a clubs, defensà els colors de Dukla Banska Bystrica, Slovan Bratislava i Petržalka.

## Palmarès
- Lliga txecoslovaca de futbol: 1974, 1975
- Copa eslovaca de futbol: 1972, 1974, 1976, 1982, 1983
- Copa txecoslovaca de futbol: 1974, 1982
- Trofeu Ciutat de Barcelona: 1974